# Brustfaszie
Die Brustfaszie (lat. Fascia pectoralis) ist in der Anatomie ein Abschnitt der Rumpffaszie. Sie trennt die oberflächliche von der mittleren Schicht der Brustwand. Halswärts geht sie in die oberflächliche Halsfaszie, seitlich in die Achselfaszie und nach unten in die Faszie des äußeren schrägen Bauchmuskels über.
Die Fascia pectoralis ist eng mit dem darunterliegenden großen Brustmuskel verbunden. Mit dem Unterhautfettgewebe – und damit mit der oberflächlichen Schicht der Brustwand – ist sie nur locker verbunden.